# Kelurahan

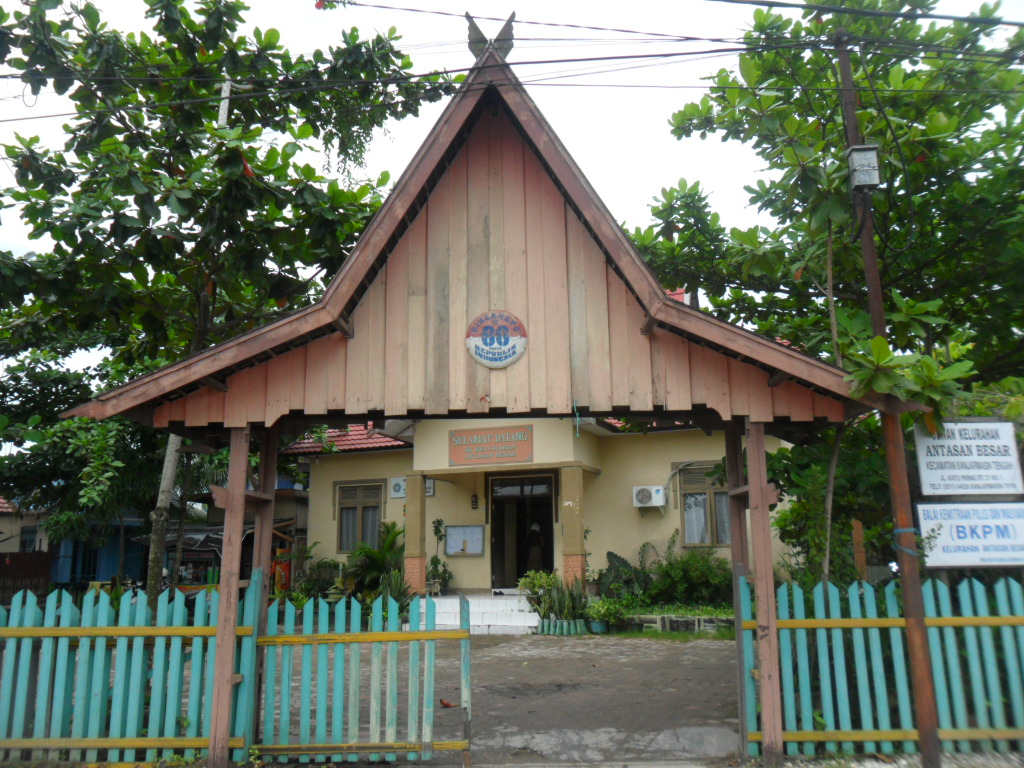
Le bureau du kelurahan d'Antasan Besar, Banjarmasin, Kalimantan du Sud.

Le kelurahan est, en Indonésie, une commune constituant, avec le village (desa), l'une des deux plus petites divisions de l'administration territoriale.
Le kelurahan est subordonné au kecamatan (district) (article 1, alinéa n de la loi n° 22 de 1999 portant sur l'autonomie régionale). Le chef du kelurahan (le lurah) est un fonctionnaire nommé par le préfet (bupati) ou le maire (wali kota) sur proposition du chef de district (camat) (article 67, alinéa 3).
Le terme de kelurahan désigne aussi le bureau du lurah.

## Conditions de formation
La Peraturan Menteri Dalam Negeri ("réglementation du ministre de l'Intérieur") no. 31/2006 portant formation, suppression et fusion de kelurahan, et la Peraturan Menteri Dalam Negeri no. 28/2006 portant modification de statut de desa en kelurahan stipulent que les conditions de formation d'un kelurahan sont :
- Pour Java et Bali, une population d'au moins 4 500 habitants ou 900 foyers, et une superficie d'au moins 3 km²;
- Pour Sumatra et Sulawesi, d'au moins 2 000 habitants ou 400 foyers, et une superficie d'au moins 5 km²; et
- Pour Kalimantan, Nusa Tenggara occidental, Nusa Tenggara oriental, les Moluques et Papouasie (province indonésienne), d'au moins 900 habitants ou 180 foyers, et une superficie d'au moins 7 km².